# Friedrich Wilhelm von Wylich und Lottum
Friedrich Wilhelm Graf von Wylich und Lottum (* 18. März 1716 in Berlin; † 17. Dezember 1774 ebenda) war ein preußischer Offizier, zuletzt Generalmajor sowie Kommandant von Berlin.

## Leben

### Herkunft
Friedrich Wilhelm von Wylich und Lottum war der Sohn des preußischen Generalmajors Johann Christoph von Wylich und Lottum (1681–1727) und dessen Ehefrau Hermine Alexandrine Friederike Wilhelmine, geborene Freiin von Wittenhorst-Sonsfeld († 17. April 1747). Die Mutter war Oberhofmeisterin bei Wilhelmine von Bayreuth.

### Militärkarriere
Schon mit 16 Jahren trat er in das Regiment zu Fuß „von Kröcher“ der Preußischen Armee ein und nahm am Ersten Schlesischen Krieg teil. 1747 bekam er seine eigene Kompanie und 1753 wurde ihm eine Pfründe bei Magdeburg verliehen. 1756 kämpft er bei Lobositz. 1757 wurde er zum Major befördert, 1758 zum Oberstleutnant und Oberst. Am 21. Juli 1762 zeichnete er sich in der Schlacht bei Burkersdorf aus, wo er mit seinem Regiment die Leutmannsdorfer Bergschanzen stürmte. Dafür wurde er noch 1762 zum Generalmajor befördert.
Am 7. April 1763 folgte er Zar Peter III. als Chef des Regiments zu Fuß. 1764 wurde er Kommandant von Berlin, was er bis zu seinem Tod blieb. 1765 auch Amtshauptmann von Spandau. Im gleichen Jahr wurde er zu Sonnenburg als Rechtsritter in den Johanniterorden aufgenommen. Im Jahre 1766 erhielt er vom König das Lehen Gotteswykersham im Cleveschen.

### Familie
Wylich und Lottum war seit dem 18. April 1763 mit Anna Dorothea, geborene Scherff (* 7. Januar 1744; † 14. Februar 1796) verheiratet. Das Paar hatte folgende Kinder:
- Karl Friedrich Heinrich (1767–1841), preußischer General der Infanterie ⚭ Sophie Luise Friederike von Lamprecht (* 3. November 1772; † 6. Februar 1841)
- Friedrich Christoph Karl (* 5. März 1773; † 30. Januar 1801) ⚭ Wilhelmine Henriette Caroline Luise von Beyer (* 12. Juni 1774 † 30. Mai 1857), Tochter des Domainenrates Johann August von Beyer

Die Witwe heiratete in zweiter Ehe den königlich-preußischen Geheimen Oberjustiztribunal- und Oberkonsistorialrat von Lamprecht.